# Paolo Mazzarello
Paolo Mazzarello (Mornese, 30 maggio 1955) è uno scrittore, museologo e storico della medicina italiano.

## Biografia
Laureato con lode in Medicina nel 1980 come allievo del Collegio Ghislieri di Pavia, ha poi ottenuto a Milano la specializzazione in Neurologia (1984) e il dottorato di ricerca in Scienze Neurologiche (1987). È professore ordinario di Storia della medicina all'Università degli Studi di Pavia dove presiede il Sistema Museale di Ateneo e dirige il Museo di storia naturale dell'Università di Pavia, che trae le sue origini dall’opera del naturalista Lazzaro Spallanzani (1771) e del quale Mazzarello ha ideato ed elaborato il progetto scientifico generale della nuova esposizione (Kosmos). Inoltre è docente a contratto presso l'Istituto Universitario di Studi Superiori di Pavia.
È membro effettivo dell'Istituto Lombardo – Accademia di Scienze e Lettere e dell'Academia Europaea. Ha scritto sul Corriere della Sera, su La Stampa e collaborato con Sette e La Lettura (Corriere della Sera).

## Pubblicazioni
Mazzarello ha pubblicato la biografia del premio Nobel italiano Camillo Golgi, per la quale ha vinto nel 2006 il premio speciale Cesare Angelini e nel 2007 il premio Cesare Cantù., saggi narrativi su Lazzaro Spallanzani, Alessandro Volta, Cesare Lombroso, Agostino Bassi, Edoardo Porro e Carlo Dossi.
Nel maggio 2016 ha pubblicato "Quattro ore nelle tenebre" sul suo omonimo (ma non parente diretto) don Luigi Mazzarello, annoverato tra i “Giusti fra le nazioni” da Yad Vashem di Gerusalemme, per aver nascosto quattro ebrei nel santuario di Nostra Signora delle Grazie della Rocchetta di Lerma, in Provincia di Alessandria, durante la rappresaglia nazifascista detta “Strage della Benedicta” che portò alla fucilazione di quasi 150 partigiani e alla deportazione di molti altri.
Nel libro “L’inferno sulla vetta” (2019) racconta una storia di montagna intrecciata a vicende scientifiche e politiche fra Darwin e la nascita del socialismo.
Il libro Ombre nella mente. Lombroso e lo scapigliato, scritto con la filologa Maria Antonietta Grignani, narra la singolare relazione fra Cesare Lombroso e Carlo Dossi, scrittore scapigliato, attraverso l'analisi di un epistolario e altri di documenti inediti.
Nel 2021 ha pubblicato il saggio narrativo L’intrigo Spallanzani, la ricostruzione biografica di un inquietante episodio accademico che coinvolse Lazzaro Spallanzani nel 1786-87 durante - e subito dopo - il suo viaggio scientifico a Costantinopoli.
Nel luglio 2022 ha esordito come romanziere con Il mulino di Leibniz, un thriller gotico che ruota attorno a una serie di omicidi che fanno da corona a un enigma profondamente inscritto nel cervello umano e nel mondo in cui viviamo.
Nel 2023 ha pubblicato Storia avventurosa della medicina per l’editore Neri Pozza. Il libro delinea un cammino non convenzionale della medicina, una lunga catena di vicende epiche, di grandezza e miseria, come sono tutte quelle che hanno a che fare con la vita e la morte.
In una breve nota pubblicata su Nature, Mazzarello e l'etruscologo Maurizio Harari hanno proposto che la costanza della posizione adagiata sul lato sinistro nella raffigurazione dei banchetti conviviali in epoca antica corrispondesse a una posizione realmente assunta per massimizzare l'ingestione di cibo e bevande che trovavano spazio lungo la grande curvatura dello stomaco, riducendo gli effetti del reflusso gastro-esofageo. In tale posizione, infatti, la cavità gastrica presenta la sua massima espansione che perciò permette un aumento del volume di cibo accolto e una maggior partecipazione alle feste e cene notturne, riducendo la pressione degli alimenti sul cardias. La plausibilità sperimentale dell'ipotesi di Mazzarello-Harari è stata confermata nel 2015 da un esperimento condotto da un gruppo di gastroenterologi norvegesi attraverso uno studio ultrasonografico su un gruppo di volontari.

## Premi e riconoscimenti
- Cittadinanza onoraria del comune di Mornese (17 dicembre 2016)
- Civica Benemerenza di San Siro della città di Pavia (9 dicembre 2021).

## Pubblicazioni

### In italiano
- Costantinopoli 1786: la congiura e la beffa. L'intrigo Spallanzani, Bollati Boringhieri, Torino (2004) ISBN 9788833915739
- Il genio e l'alienista. La strana visita di Lombroso a Tolstoj, Bollati Boringhieri, Torino (2005) ISBN 9788833916187
- Il Nobel dimenticato. La vita e la scienza di Camillo Golgi, Bollati Boringhieri Torino (2006); seconda edizione e ristampa 2007. ISBN 9788833917139 ; nuova edizione 2019 ISBN 9788833932071
- Golgi, architetto del cervello: Cento anni dal primo Nobel italiano (con Calligaro, A., Garbarino, C., Vannini, V.) SKIRA, Milano (2006) ISBN 8876249443
- Il professore e la cantante. La grande storia d'amore di Alessandro Volta, Bollati Boringhieri, Torino (2009). ISBN 9788833919560
- Il contagio vivo. Agostino Bassi nella storia della bachicoltura (con Rovati, C.), Cisalpino, Milano (2009) ISBN 9788832362152
- Il merito e la passione. Vittorio Erspamer e Pietro Ciapessoni al Collegio Ghislieri di Pavia (con Dario Mantovani), Cisalpino-Monduzzi, Milano (2011) ISBN 9788820510206
- L'erba della Regina. Storia di un decotto miracoloso, Bollati Boringhieri, Torino (2013) ISBN 9788833924380
- E si salvò anche la madre. L'evento che rivoluzionò il parto cesareo, Bollati Boringhieri, Torino (2015) ISBN 9788833926094
- Quattro ore nelle tenebre, Bompiani, Milano (2016) ISBN 8845282074 ISBN 9788845282072
- L'elefante di Napoleone. Un animale che voleva essere libero , Bompiani, Milano (2017) ISBN 9788845283499
- L’inferno sulla vetta, Bompiani, Milano (2019) ISBN 9788845297786
- Il professore e la cantante. La grande storia d’amore di Alessandro Volta, Bompiani, Milano (2020) ISBN 9788830102316 (pregresse due edizioni per Bollati Boringhieri, Torino, 2009, ISBN 9788833919560).
- Ombre nella mente. Lombroso e lo scapigliato (con Grignai, M.A.), Bollati Boringhieri, Torino (2020) ISBN 9788833934112
- L’intrigo Spallanzani, Bollati Boringhieri, Torino (2021) ISBN 9788833936727
- Alfonso Corti. La scoperta dell’organo dell’udito (con Alessandro Martini, Eugenio Mira, Albert Mudry), Padova University Press, Padova (2022) ISBN 9788869383243
- Il mulino di Leibniz, Neri Pozza, Vicenza (2022), ISBN 9788854523685
- Storia avventurosa della medicina, Neri Pozza, Vicenza (2023) ISBN 9788854523937

### In inglese
- The hidden structure. A scientific biography of Camillo Golgi, Oxford University Press, Oxford (1999) ISBN 0198524447
- Golgi. A biography of the founder of modern neuroscience, Oxford University Press, New York (2010) ISBN 9780195337846
- Camillo Golgi and Modern neuroscience con Marina Bentivoglio, Edward G. Jones, Paolo Mazzarello, Charles E. Ribak, Gordon M. Shepherd, Larry W. Swanson (Eds), Brain Research Reviews, (Special issue) January 7, 2011, volume 66, numbers 1-2, pp. 1–269.
- Savant Relics. Brains and Remains of Scientists, Marco Beretta, Maria Conforti, Paolo Mazzarello (Eds), Science History Publications/USA 2016 ISBN 978-0881352351
- Alfonso Corti. The discovery of the hearing organ, Alessandro Martini, Paolo Mazzarello, Eugenio Mira, Albert Mudry (Eds) Padova University Press, Padova(2022) ISBN 9788869383199